# 伊藤正男 (技術者)
伊藤 正男（いとう まさお、1911年6月15日 - 2002年4月25日）は、日本の工学者、実業家。
東京都出身。明治専門学校（現九州工業大学）工学部機械工学科卒業。いすゞ自動車取締役社長、取締役会長、理事を歴任。
いすゞの前身である自動車工業株式会社の成立直後に入社、同社のディーゼルエンジン研究開始（1934年）当初から開発に従事し、現役技術者としての経歴を一貫してエンジン技術に傾注した。長きにわたり自動車用ディーゼルエンジンの開発普及に努め、日本における自動車用ディーゼルエンジンの育ての親と呼ばれる。伊藤の主導で開発された予燃焼室式高速ディーゼルエンジンの基本設計は、日本陸軍の標準エンジン・統制型一〇〇式発動機の燃焼室設計に採用され、のち1970年代に直噴式エンジンが市場の主流になるまで、30年以上にわたり日本製の高速ディーゼル機関向け基本レイアウトとして広く利用された。

## 略歴
- 1911（明治44）年6月15日-生誕
- 1932（昭和7）年3月-明治専門学校（現九州工業大学）工学部機械工学科卒業
- 1932（昭和7）年8月-陸軍運輸部（広島県宇品）入部
- 1933（昭和8）年12月-自動車工業㈱（ 1949年いすゞ自動車に社名変更）入社、研究部に勤務
- 1944（ 昭和19）年1月-同社技術部設計第一課長
- 1950（昭和25）年4月-同社研究部部長
- 1956（昭和31）年8月-同社取締役
- 1962（昭和37）年6月-同社常務取締役
- 1970（昭和45）年6月-同社専務取締役
- 1976（昭和51）年2月-車体工業㈱取締役会長
- 1979（昭和54）年5月-同社取締役社長
- 1982（昭和57）年1月-自動車部品製造㈱取締役社長
- 1984（昭和59）年1月-同社取締役会長
- 1986（昭和61）年3月-いすゞ自動車㈱理事
- 2002（平成14）年4月25日-逝去　享年90歳

## 実績
- 1936（昭和11）年-予燃焼室式　空冷DA6型完成
- 1939（昭和14）年-DA10型、DA20型ディーゼルエンジン完成
予燃焼室式　水冷DA40型ディーゼルエンジン完成統制型エンジン指定
- 1952（昭和27）年-日本初の出力向上対策過給機実用化
- 1954（昭和29）年-自動車技術会賞受賞（ 自動車用過給ディーゼル機関）
- 1960（昭和35）年-日本初のディーゼルエンジン小型商業車エルフ発表
- 1961（昭和36）年-ディーゼルエンジン乗用車ベレル発表
- 1963（昭和38）年-日本機械学会賞受賞（ ディーゼル乗用車量産化技術）
- 1972（昭和47）年11月-「ディーゼル自動車の製造技術の指導育成」などに対する事績により藍綬褒章受章
- 1982（昭和57）年4月-「自動車用ディーゼルエンジンの開発普及、科学技術の振興」などに関する功績により勲三等瑞宝章受章

## 参考資料
- “伊藤正男”.  JAHFA（日本自動車殿堂）. 2015年12月3日時点のオリジナルよりアーカイブ。2015年12月3日閲覧。